# Drosophila papilla
Drosophila papilla este o specie de muște din genul Drosophila, familia Drosophilidae, descrisă de Zhang și Shi în anul 1992. Conform Catalogue of Life specia Drosophila papilla nu are subspecii cunoscute.